# Tangata manu

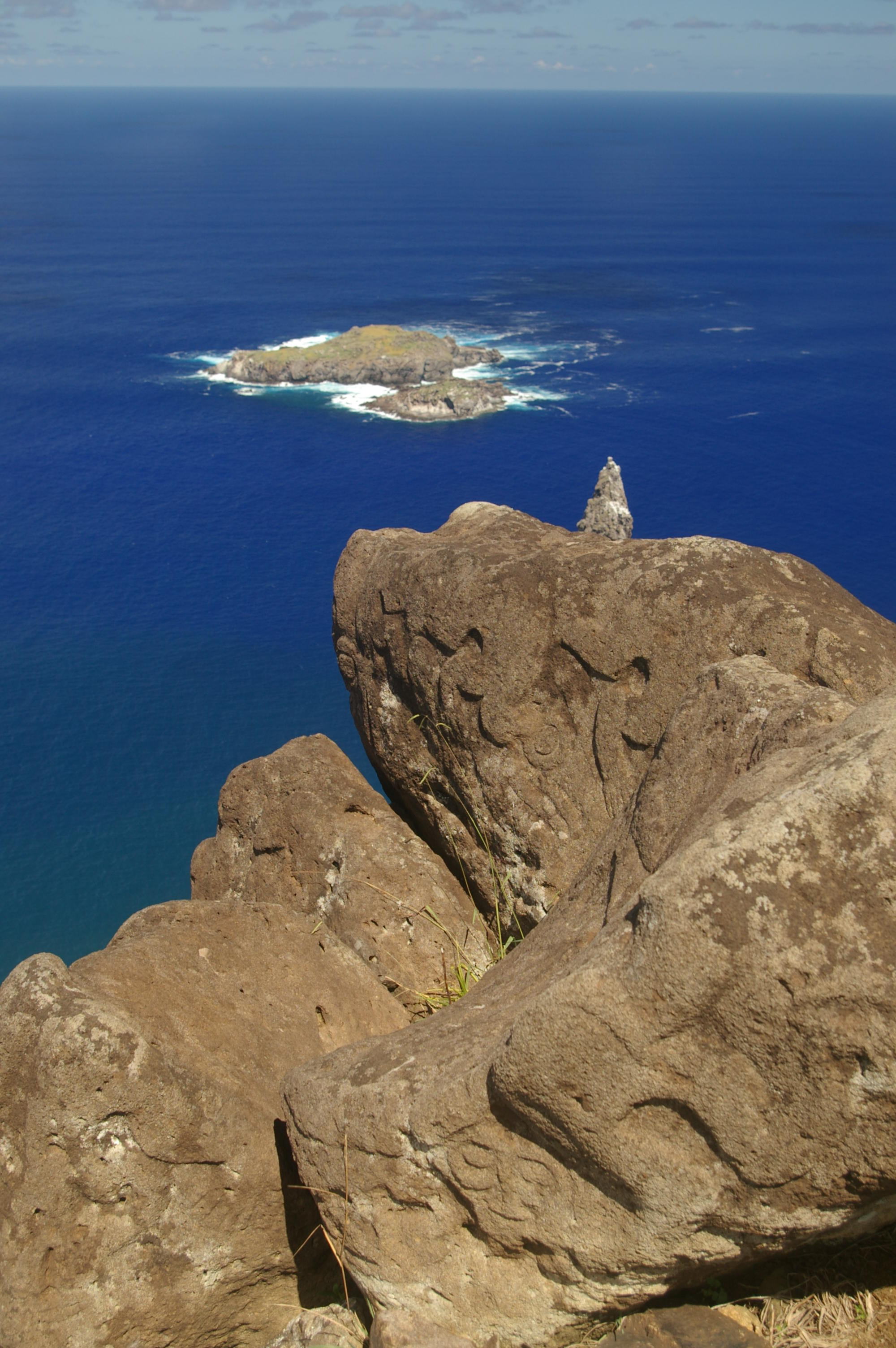
Petroglifos sobre rocas en Orongo. Make-Make está representado en la base, y dos hombres-pájaro lo están más arriba. Los islotes de Motu Nui, Motu Iti y el peñón de Motu Kao Kao se ven arriba sobre el borde de estas rocas.

El hombre pájaro (en rapanui: Taŋata manu) era el ganador de una competición tradicional en isla de Pascua. El ritual era una competición anual que consistía en obtener el primer huevo de la estación del manutara (ave hoy identificada con los gaviotines pascuense o apizarrado) en el islote de Motu Nui («gran islote»), nadar de regreso a Rapa Nui y trepar el acantilado marino de Rano Kau hasta su cima cercana al poblado de Orongo. Esta ceremonia de primavera honraba al dios creador Make-Make: comenzaba con ocasión del hallazgo del primer huevo y culminaba con la triunfal investidura del taŋata manu, el sagrado hombre-pájaro de la isla de Pascua.

## Culto

### Mitología
Make-Make era el jefe del culto del 'hombre-pájaro'; los otros tres dioses asociados con él eran Haua-tuu-take-take su esposa Vi'e Hoa y Vi'e Kanatea.

## Descripción de la ceremonia
Cada año, los representantes de las diferentes tribus rapanui subían al volcán Rano Kau para celebrar en el centro ceremonial de Orongo, la nueva competición para la elección del taŋata manu, quien ejercía durante un año la jefatura militar y política de la isla.

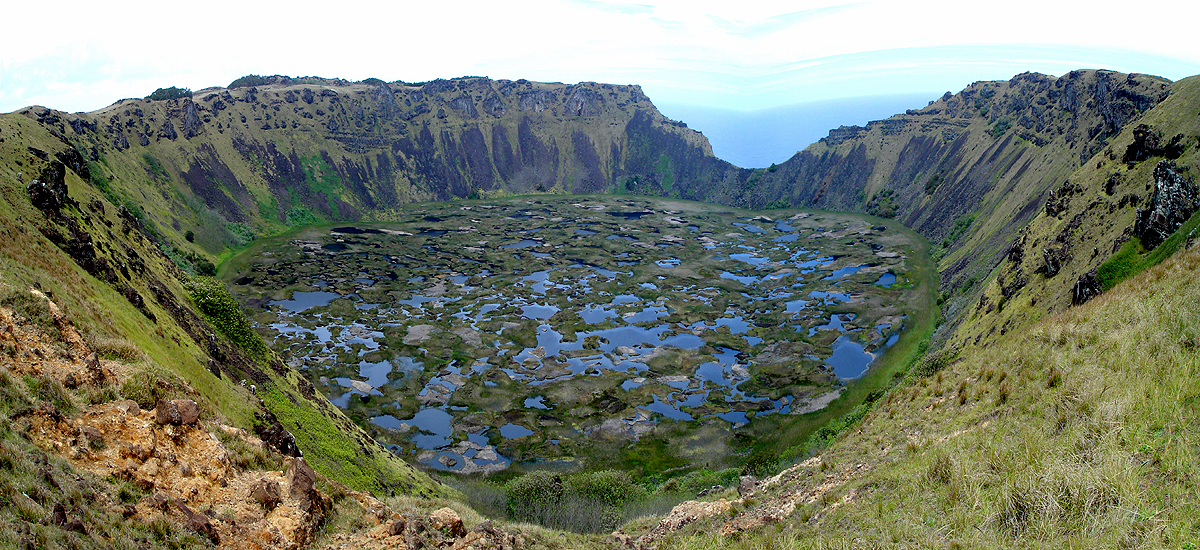
Volcán extinto Rano Kau, en el centro ceremonial Orongo, donde comenzaba y terminaba la competencia.

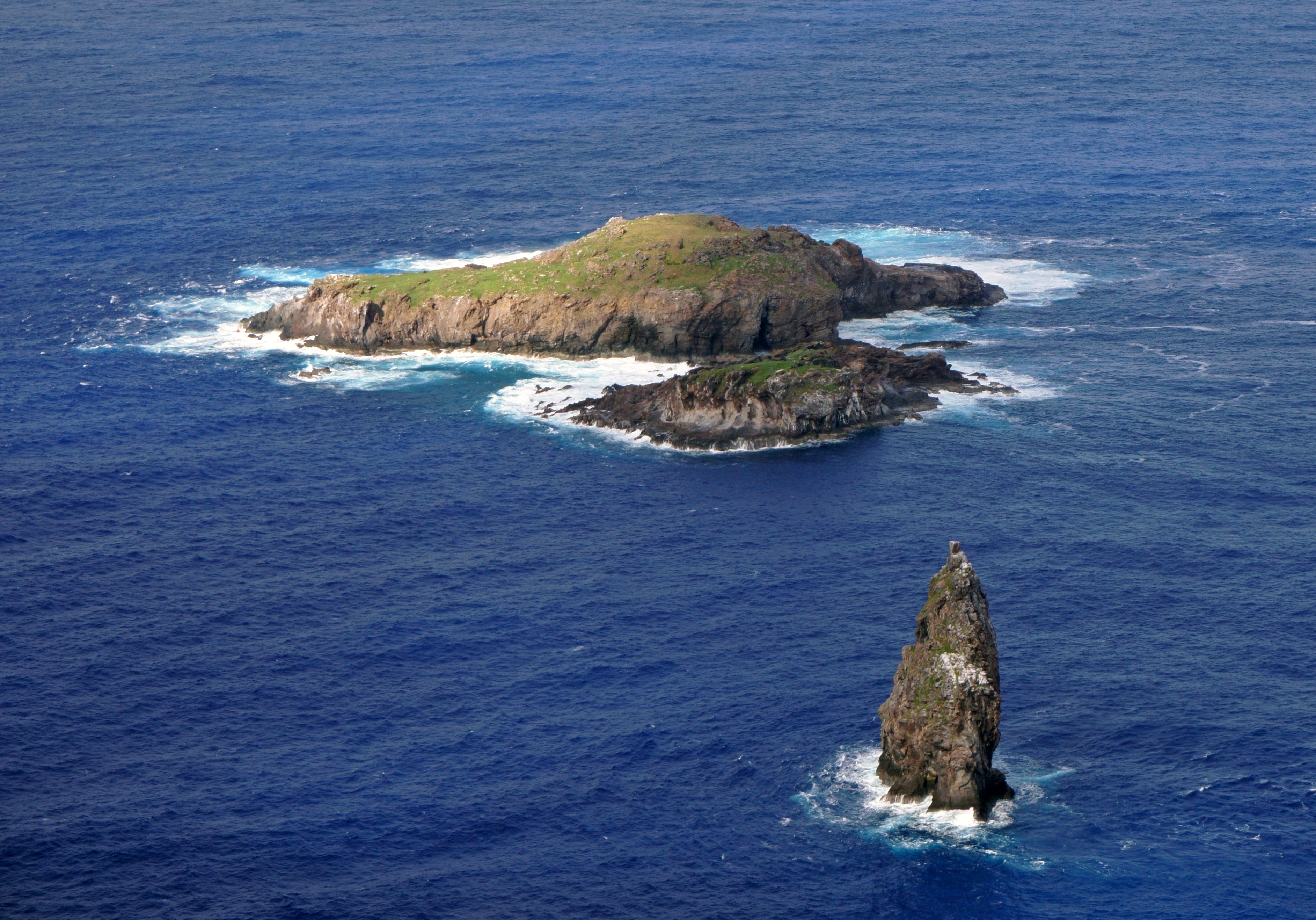
Motu Nui, con la más pequeña Motu Iti en frente y el islote Motu Kao Kao entre ellas y el observador. Tomada desde la cima del acantilado de 250 metros en Orongo.

Según Katherine Routledge, los contendientes eran elegidos mediante revelación en sueños por los ivi atua (individuos con el don de la profecía). Cada uno de los contendientes designaría un hopu manu, que nadaría a Motu Nui y le alcanzaría el huevo; mientras los contendientes esperaban en Orongo. La justa era muy peligrosa y muchos hopu manu morían a causa de los tiburones, por ahogamiento o caídas.
Una vez que el hopu manu le había presentado el huevo al contendiente, un fuego sería encendido en la ladera hacia tierra adentro del volcán Rano Kau; la ubicación del fuego anunciaría a toda la isla si el nuevo taŋata manu era de clanes occidentales u orientales.
El ganador recibía el nuevo nombre y el título taŋata manu y un gran poder en la isla, incluido el que su clan tuviera los derechos únicos de hacer la recolección de la estación de los huevos y polluelos de aves marinas de Motu Nui. El taŋata manu dirigía entonces una danza cuesta abajo del Rano Kau y seguía hasta Anakena, si era de clanes occidentales, o hasta Rano Raraku, si era de clanes orientales.
Según Thor Heyerdahl, Orongo, que está situado en la cima del farallón del volcán extinto Rano Kau que enfrenta al islote Motu Nui, era un lugar de culto. Allí los hombres más poderosos de la isla esperaban cada año la llegada de las golondrinas de mar que anidaban en el islote. Lo hacían sentados durante semanas en las casas de piedras semi-subterráneas orientadas hacia Motu Nui. La competición se efectuaba nadando sobre un flotador de totora llamado pora para buscar el primer huevo de la temporada. El ganador se convertía en algo similar a una divinidad, le afeitaban y pintaban de rojo la cabeza y lo conducían a una cabaña sagrada en Rano Raraku, donde permanecía aislado durante un año. Era alimentado por sirvientes especiales y recibía el rango sagrado de taŋata manu ('hombre–pájaro' del año). Las ruinas de Orongo aun conservan las decoraciones pictográficas de hombres–pájaros representados con largos y encorvados picos.
El culto del hombre-pájaro fue suprimido por misioneros cristianos en la década de 1860, datando en 1867 la última ceremonia celebrada. El origen del culto y su duración son desconocidos, así como se desconoce también si este culto reemplazó a la religión relacionada con los moái o si coexistiera con ella, aunque Katherine Routledge pudo recoger los nombres de 86 taŋata manu.